# Полушин, Василий Серафимович
Василий Серафимович Полушин (род. 1 июля 1958, село Помауз, Коми АССР) — советский и российский артист балета, педагог, народный артист РСФСР.

## Биография
Василий Серафимович Полушин родился 1 июля 1958 года в селе Помауз Коми АССР. В 1976 году окончил Пермское хореографического училище (педагог М. М. Миргарипов). 
В 1976—1977 годах был солистом Пермского театра оперы и балета. 
С 1978 года стал ведущим солистом нового Красноярского театра оперы и балета, где исполнил ведущие партии практически во всех спектаклях классического репертуара. Был постоянным партнёром Н. М. Чеховской.
В 1985 году по приглашению Ю. Н. Григоровича исполнил партию Альберта в балете «Жизель» на сцене Большого театра в Москве. Принимал участие в гастролях звёзд российского балета, танцевал с такими партнёршами как Н. Павлова, Л. Семеняка, Л. Кунакова.
Классический танцовщик лирико-романтического плана. Его танец отличался прозрачной ясностью, пластичностью и точностью движений, сдержанной, благородной манерой. 
С 1987 года проводил мастер-классы как приглашённый педагог в Японской государственной школе балета. Сотрудничал с театром «Русский балет» под рук. В. Гордеева, с Кремлёвским балетом. С 1996 года был ведущим солистом театра «Балет „Москва“», а с 1997 года – педагогом-репетитором классической труппы театра.

## Семья
- Жена — артистка балета Наталья Михайловна Чеховская (род. 1960), солистка Красноярского театра оперы и балета, народная артистка РСФСР.
  - Дочь — Ульяна.

## Награды и премии
- 3-я премия Всесоюзного конкурса артистов балета и балетмейстеров в Москве (1984).
- Лауреат премии Красноярского комсомола (1983).
- Лауреат Международного конкурса артистов балета в Хельсинки (1984).
- Заслуженный артист РСФСР (29.12.1983).
- Народный артист РСФСР (24.03.1989).
- Лауреат форума «Общественное признание» (2007).

## Партии в балетах
- «Лебединое озеро» П. И. Чайковского — Зигфрид
- «Жизель» А. Адана — Альберт
- «Бахчисарайский фонтан» Бориса Асафьева — Вацлав
- «Дон-Кихот» Людвига Минкуса — Базиль
- «Щелкунчик» П. И. Чайковский — принц
- «Баядерка» Людвига Минкуса — Солор
- «Коппелия» Лео Делиба — Франц
- «Собор Парижской богоматери» Мориса Жарра — Квазимодо и Феб
- «Спящая красавица» П. И. Чайковского — Дезире
- «Спартак» Хачатуряна — Спартак
- «Ромео и Джульетта» П. И. Чайковский — Ромео
- «Паганини» — Паганини
- «Руслан и Людмила» Ф. Е. Шольца — Руслан
- «Пахита» Э. Дельдевеза — Люсьен
- «Тысяча и одна ночь» Ф. Амирова — Шахрияр